# Lolo Gedang
Lolo Gedang is een bestuurslaag in het regentschap Kerinci van de provincie Jambi, Indonesië. Lolo Gedang telt 1227 inwoners (volkstelling 2010).